# Асен Стругов
Асен Стоянов Стругов е български писател, поет и публицист.

## Биография
Асен Стругов е роден в Гърмен, Неврокопско, но по произход е от Струга. През 1950 година става един от първите членове на Литературния клуб „Людмил Стоянов“ в град Гоце Делчев. Работи в ТЕЦ „Република“ – Перник, там сътрудничи на вестник „Студентска трибуна“ и списание „Пламък“.
Завършва българска филология в Софийския университет „Климент Охридски“ през 1962 година. Известно време работи във вестник „Пиринско дело“ в Благоевград. За кратко е заместник – кмет на Община Гърмен.